# Eklavya: The Royal Guard
Eklavya: The Royal Guard è un film del 2007 diretto da Vidhu Vinod Chopra.
Il film è statto candidato al premio Oscar del 2007 in qualità di miglior film straniero.

## Produzione
La produzione del film, che inizialmente doveva intitolarsi Yagna, è iniziata nel 2005.  La maggior parte delle riprese sono state completate entro novembre 2005. Il film è stato principalmente girato a Rajasthan, Devigarh e Jaipur. Prince Raghavendra Rathore e Subarna Rai Chaudhari hanno disegnato i costumi per il film.
Protagonisti del film sono Amitabh Bachchan, Saif Ali Khan, Sharmila Tagore, Sanjay Dutt, Vidya Balan, Raima Sen, Jackie Shroff, Jimmy Shergill e Boman Irani. Il film segna il ritorno di Vidhu Vinod Chopra alla regia dopo sette anni di inattività.

## Distribuzione
Il film è stato distribuito in India, nei Paesi Bassi, negli Stati Uniti e nel Regno Unito il 16 febbraio 2007.

## Riconoscimenti
- 2007 - Premio Oscar
  - Candidatura al miglior film straniero.[1]
- 2008 - Annual Central European Bollywood Awards
  - Candidatura al miglior film
- 2008 - Stardust Awards
  - Candidatura al miglior attore non protagonista a Saif Ali Khan